# Alla curva del fiume
Alla curva del fiume (titolo originale in inglese A Bend in the River) è un romanzo dello scrittore  premio Nobel per la letteratura Vidiadhar Surajprasad Naipaul, pubblicato nel 1979, in Italia nel 1982 da Rizzoli, ripubblicato con nuova traduzione nel 2015 con il titolo Sull'ansa del fiume da Adelphi. Il romanzo fu tra i finalisti del Booker Prize del 1979.
Il libro racconta la storia di Salim, africano di origine indo-araba della costa orientale, che decide di gestire un piccolo esercizio commerciale in una città dell'interno del continente, alla ricerca di una dimensione personale.

## Ambientazione
La collocazione geografica e temporale non viene mai esplicitamente citata nel romanzo, ma i molti indizi permettono chiaramente di identificare nello Zaire la nazione in cui il protagonista si stabilisce, ed il fiume che scorre a fianco della città come il fiume Congo. Anche la città alla curva del fiume è identificabile da alcune caratteristiche (il battello che vi fa capolinea, le rapide, la presenza dell'aeroporto) in Kisangani, ed il "Grande Uomo" a capo del Paese è abbastanza chiaramente delineato sulla figura storica del dittatore zairese Mobutu.

## Trama
Salim è un giovane appartenente ad una comunità di origine indo-araba stabilitasi secoli fa sulla costa orientale africana, ma ha compreso che i tempi per la sua gente stanno per farsi difficili. Ecco perché ha rilevato da un amico di famiglia un piccolo esercizio commerciale nella lontana città posta sulla curva del grande fiume, pur sapendo che molto probabilmente è andato distrutto dopo gli ultimi disordini, come del resto buona parte della stessa città. Da questo negozio raggiunto dopo un difficile viaggio che gli ha fatto attraversare parecchi confini fino all'interno del continente vuole cominciare a costruirsi una vita autonoma, affidandosi solo alle proprie capacità. E quando i suoi timori sul destino della sua gente si dimostrano fondati, facendogli guadagnare la compagnia non richiesta del giovane Metty, la scelta diventa in qualche modo obbligata legando Salim a questa città che sta rinascendo dalle recenti miserie. Ma anche qui ritrova le stesse tensioni che pensava di essersi lasciato alle spalle, costringendolo a vivere da estraneo in un ambiente che comunque per esperienza comprende, sapendo leggerne le contraddizioni e le genuine pulsioni, incarnate nelle persone che incontra e con cui il lavoro gli impone di avere a che fare. La solitudine diventa così un compagno sgradevole, fino a quando inaspettatamente riappare Indar, un amico di gioventù, che gli apre le porte del Distretto, nuova realtà moderna creata vicino alla città allo scopo di formare la nuova Africa. Qui Salim conosce Yvette, la giovane moglie europea di un docente di storia del Distretto, e ne diventa l'amante; la relazione concede per un poco ad entrambi l'illusione di un rifugio dalle troppe finzioni ed incertezze che li circondano. Ma è una tregua di breve durata, e la brusca rottura della relazione, a cui si aggiungono nuove tensioni sociali che si manifestano in città, spingono Salim ad un viaggio a Londra, per reincontrare l'amico di famiglia da cui aveva comprato il negozio, a cui a suo tempo era stato anche legato da una vaga promessa di legame familiare con una sua figlia, come d'uso nella loro comunità. La permanenza nella città ex capitale di un impero coloniale oramai in via di sfaldamento diventa l'occasione per ridare vita a quella promessa, trasformandola in un fidanzamento ufficiale ed aprendo una nuova possibilità per ricominciare. Prima però Salim deve sistemare i suoi affari in Africa, dove nel frattempo a sua insaputa la situazione politica e sociale sta degenerando oltre ogni possibilità di recupero. Il suo negozio gli viene sottratto, e nel tentativo di rifarsi in qualche modo di almeno una parte dei suoi investimenti finisce per infilarsi in una situazione di serio pericolo. Resterà solo la possibilità della fuga.

## Personaggi
- Salim. Protagonista e voce narrante, in cerca della realizzazione come individuo, dovrà scontrarsi con una realtà che sembra vanificare ogni suo sforzo, anche e soprattutto per l'impossibilità di lasciarsi alle spalle le proprie radici.
- Metty. Figlio di schiavi addetti al servizio della famiglia di Salim, si ritrova in un mondo diverso da quello in cui era cresciuto, in cui però riesce ad integrarsi meglio del suo padrone. Alla fine, sentendosene abbandonato, lo tradirà.
- Mahesh. Commerciante che proviene dalla stessa comunità del protagonista, ma che si dimostra dotato di maggior capacità di adattamento, decretandone il successo. Fa tutto per compiacere la propria moglie Shoba, fino al punto di dare l'impressione di vivere in un proprio mondo a parte.
- Ferdinand. Figlio di una donna della foresta, grazie agli studi compiuti riesce gradualmente a farsi strada nell'amministrazione creata per il suo paese, senza però nutrire troppe illusioni sul futuro che si prospetta per tutti.
- Yvette. Trasportata in un mondo che le si rivela composto di illusioni ed insicurezza, cerca nell'amore di Salim quelle rassicurazioni che la vita non può più darle, trovando però un nuovo doloroso fallimento.